# Alois Heißenhuber
Alois Heißenhuber (* 1948) ist ein deutscher Agrarökonom.

## Leben
Heißenhuber absolvierte sein Studium der Agrarwissenschaften an der TU München Weihenstephan von 1970 bis 1974, wobei er von 1972 bis 1974 Stipendiat der Studienstiftung des Deutschen Volkes war. Von 1974 bis 1975 schloss er ein Ergänzungsstudium in Pädagogik und Psychologie, ebenfalls an der TU München, an. Nach dem Referendariat im Staatsdienst von 1974 bis 1976 folgte das Staatsexamen im Jahr 1976.
Nach einer dreijährigen Tätigkeit als Studienrat kehrte er im Jahr 1979 als wissenschaftlicher Mitarbeiter an den Lehrstuhl für Wirtschaftslehre des Landbaues der Technischen Universität München zurück. Im Jahr 1982 promovierte Heißenhuber zum Doktor der Agrarwissenschaften.
Seit dem Jahr 1988 war er mehrmals zu Studienaufenthalte in Japan. Im Jahr 1989 folgte seine Habilitation. Von 1996 bis 2013 war Heißenhuber Ordinarius des Lehrstuhls für Wirtschaftslehre des Landbaues an der TU München.

## Funktionen und Mitgliedschaften
Heißenhuber war bis Ende 2007 Studiendekan der Studienfakultät für Agrar- und Gartenbauwissenschaften am Wissenschaftszentrum Weihenstephan (TU München). Er war von 2003 bis 2013 Mitglied des Wissenschaftlichen Beirats für Agrarpolitik sowie von 2007 bis 2014 Mitglied des Beirats für Biodiversität und genetische Ressourcen des Bundesministeriums für Ernährung, Landwirtschaft und Verbraucherschutz (BMELV; Bonn/Berlin) und Leiter des wissenschaftlichen Kuratoriums der Bayerischen Akademie Ländlicher Raum. Außerdem ist Heißenhuber im „Editorial Board“ der Zeitschrift Agricultural Economics in Prag vertreten. Von 2016 bis 2019 war Heißenhuber Vorsitzender der Kommission Landwirtschaft am Umweltbundesamt (Deutschland).

## Schwerpunkte in der Forschung
Als Agrarökonom befasst sich Alois Heißenhuber schwerpunktmäßig mit folgenden drei Themengebieten:
- Verfahrensoptimierung unter Berücksichtigung ökonomischer und ökologischer Kriterien (Entwicklung, Erprobung und ökonomische Beurteilung landwirtschaftlicher Produktionsverfahren im Bereich der pflanzlichen und tierischen Produktion sowie erneuerbarer Energien unter besonderer Berücksichtigung der Auswirkungen auf das Ökosystem)
- Betriebsoptimierung unter veränderten Rahmenbedingungen (Erarbeitung von Strategien zur Wettbewerbssicherung von landwirtschaftlichen Betrieben, Produktionskostenanalyse, über- und zwischenbetriebliche Zusammenarbeit, Wettbewerbsstellung im internationalen Vergleich)
- Nachhaltige Entwicklung des ländlichen Raumes (Quantifizierung externer Effekte der Landwirtschaft, Analyse agrarpolitischer Maßnahmen im Hinblick auf die Konsequenzen für den ländlichen Raum – Politikfolgenabschätzung)

## Ehrungen und Auszeichnungen
- 1987 Thurn und Taxis Förderpreis für die Landwirtschaft
- 2003 Ehrendoktorwürde von der Thrakischen Universität Stara Zagora in Bulgarien
- 2008 Dr.-Hans-Eisenmann-Medaille vom Verband landwirtschaftlicher Meister und Ausbilder in Bayern (VLM)
- 2010 Hans-Kudlich-Preis des Ökosozialen Forums Österreich (Österreichische Gesellschaft für Land- und Forstwirtschaft) durch Franz Fischler, Präsident des Ökosozialen Forums Österreich[1]
- 2012 Prize of the Faculty of Economics “The Goddes Gaia” of the Czech University of Life Sciences Prague
- 2013 Staatsmedaille in Silber des Bayerischen Staatsministeriums für Ernährung, Landwirtschaft und Forsten durch Staatsminister Helmut Brunner[2]
- 2014 Max Schönleutner Medaille von der Max Schönleutner Gesellschaft Weihenstephan (MSGW)
- 2015 Johann-Heinrich-von-Thünen Medaille in Gold von der Fakultät für Agrar- und Ernährungswissenschaften der Christian-Albrechts-Universität (CAU) zu Kiel[3]
- 2018 Bayerische Naturschutzmedaille durch den BUND Naturschutz in Bayern e.V.[4]
- 2023 Goldene Ehrennadel der Bayerischen Akademie Ländlicher Raum durch Holger Magel und Manfred Miosga

## Schlüsselpublikationen
- Heißenhuber, Alois und Krämer, Christine (2023):  Landwirtschaft und Umwelt - Entwicklung eines Spannungsverhältnisses. In: 100 Jahre „Berichte über Landwirtschaft“ Jubiläumsausgabe. Hrsg.: Bundesministerium für Ernährung und Landwirtschaft (BMEL) S. 73 – 91. Bonn.  Artikel-Nr.: 0722[5]
- Kommission Landwirtschaft am Umweltbundesamt (Hrsg.): Landwirtschaft quo vadis? Agrar- und Ernährungssysteme der Zukunft – Vielfalt gewähren, Handlungsrahmen abstecken. Umweltbundesamt Dessau Roßlau. 2019. 52 Seiten
- Peter H. Feindt, Christine Krämer, Andrea Früh-Müller, Alois Heißenhuber, Claudia Pahl-Wostl, Kai P. Purnhagen, Fabian Thomas, Caroline van Bers, Volkmar Wolters: Ein neuer Gesellschaftsvertrag für eine nachhaltige Landwirtschaft. Wege zu einer integrativen Politik für den Agrarsektor. Springer, Berlin 2019, ISBN 978-3-662-58655-6, ISBN 978-3-662-58656-3 (E-Book), 335 Seiten.
- Peter H. Feindt, Christine Krämer, Andrea Früh-Müller, Volkmar Wolters, Claudia Pahl-Wostl, Alois Heißenhuber, Caroline van Bers, Fabian Thomas und Kai Purnhagen: Der Status quo ist keine Option – Vorschlag für eine zukunftsfähige Architektur der Agrarpolitik. In: Natur und Landschaft. Nr. 6, 2018, S. 280–285.
- Alexander Wezel, Maria Zipfer, Christine Aubry, Fabienne Barataud, Alois Heißenhuber: Result-oriented approaches to the management of drinking water catchments in agricultural landscapes. In: Journal of Environmental Planning and Management. Band 59, Heft 2, 2014, S. 1–20. doi:10.1080/09640568.2014.1000453
- A. Buckwell, A. Heißenhuber, W. Blum u. a.: The Sustainable Intensification of European Agriculture. A review sponsored by RISE Foundation. Bruxelles 2014, S. 1–98.
- R. Birner, V. Bitsch, A. Heißenhuber, C. Lippert, A. Spiller, L. Schulze-Pals, M. Gandorfer, A. Zühlsdorf: Brauchen wir eine post-autistische Agrarökonomie? In: Schriften d. Gesellschaft f. Wirtschafts- u. Sozialwissenschaften d. Landbaues e.V. 48, 2013, S. 335–351.
- A. Heissenhuber: Anregungen für eine Agrarökonomie, die der Gesellschaft dient. In: AGRA-EUROPE – Länderberichte. (Sonderbeilage). 49 (13), 2013, S. 1–4.
- A. Heissenhuber, H. Leitner: Nachhaltige Landnutzung. In: U. Meier (Hrsg.): Agrarethik – Landwirtschaft mit Zukunft. (= Themenbibliothek Ökonomie). 2012, S. 133–147.
- M. Zehetmeier, J. Baudracco, H. Hoffmann, A. Heissenhuber: Does increasing milk yield reduce greenhouse gas emissions? A system approach. In: Animal. 6 (1), 2011, S. 154–166.
- U. Bodmer, A. Heißenhuber: Rechnungswesen in der Landwirtschaft. (= UTB Taschenbuch. 1680). Ulmer Verlag, Stuttgart 2001.
- A. Heissenhuber, J. Katzek, F. Meusel, H. Ring: Landwirtschaft und Umwelt. (= Umweltschutz. Band 9). Economica Verlag, Bonn 1994. (Übersetzung ins Japanische 1994)
- Busse, Tanja und Heißenhuber, Alois (2022): Ein neuer Gesellschaftsvertrag muss her. Wandlungsfähig – Das Potential transformativer Umweltpolitik. politische ökologie. oekom Verlag mit Sachverständigenrat für Umweltfragen. München. 168. S. 52–58.
- Heissenhuber, Alois und Taube, Friedhelm (2022): Vom Bauernhof zu spezialisierten Agrarindustrieunternehmen … und zurück? In Umweltkrise und erforderliche regionale Agrarstruktur. Hrsg.: Kawarabayashi Takayuki und Murata Takeshi. S. 45 – 68. 2022. ISBN 978-4-8119-0628-7. Verlag Tsukuba Shobo Booklet Japan. Übersetzung in die japanische Sprache des Originalbeitrages aus: Warnsignal Klima: Boden & Landnutzung. Hrsg.: José L. Lozan, Siegmar-W. Breckle, Hartmut Graßl und Dieter Kasang. Wissenschaftliche Auswertungen in Kooperation mit GEO. S. 298 – 309. Hamburg 2021. ISBN 3-9820067-5-9
- Heißenhuber, Alois und Taube, Friedhelm (2021): Vom Bauernhof zu spezialisierten Agrarindustrieunternehmen … und zurück? In Warnsignal Klima: Boden & Landnutzung. Hrsg.: José L. Lozan, Siegmar-W. Breckle, Hartmut Graßl und Dieter Kasang. Wissenschaftliche Auswertungen in Kooperation mit GEO. S. 298 – 309. Hamburg 2021. ISBN 3-9820067-5-9